# Grue noire
La grue noire est une grue monumentale de la ville de Nantes, dans le département français de la Loire-Atlantique. À l'origine grue marteau des  Chantiers Dubigeon de Chantenay, elle est de nos jours désaffectée. Témoignant du passé industriel de la ville, elle est inscrite monument historique par arrêté du 1er décembre 2021.

## Présentation
La grue noire est construite à partir de 1942, pendant la période d'Occupation, par les établissements Joseph Paris et le service des Appareils de Levage des Ateliers et chantiers de la Loire. Mise en service en mars 1943 , elle sert aux opérations d'armement des navires construits par les Chantiers Dubigeon installés sur la zone industrialo portuaire du Bas-Chantenay en bord de Loire. 

### Historique
À l'époque de la construction de la grue, les chantiers navals Dubigeon de Chantenay sont spécialisés dans la réalisation de chalutiers, de petits cargos et de sous-marins. La nouvelle grue répond aux besoins liés à l'augmentation des capacités de production et à une différenciation du rôle des appareils de levage au sein du chantier. Elle remplace ainsi un engin de levage de plus faible capacité et assure la manutention des équipements intérieurs et extérieurs des navires une fois leur mise à l'eau réalisée.
La ville de Nantes est libérée par les forces alliées le 12 août 1944. Avant son repli sur la poche de Saint-Nazaire, l'armée allemande procède les 9, 10 et 11 août à des opérations de sabotage dans le port de Nantes. La grue noire est détruite à 95 % à cette occasion par des charges d’explosifs. Les travaux de sa reconstruction débutent dès septembre 1944 et durent jusqu'à la fin de 1946 pour une remise en service en 1947. Le coût des réparations est financé par les dommages de guerre. Une tempête survenue le 2 avril 1948 provoque la chute de la grue sur un chalutier en réparation. Cette fois-ci, les travaux sont à la charge du chantier naval et la grue n'est remise en service qu'au début des années 1950. Elle est utilisée jusqu'en 1967, date du transfert de l'activité de construction navale de Chantenay sur le site de la Prairie au Duc

### Caractéristiques techniques
Pesant 110 tonnes et présentant un portique dissymétrique, la grue se déplaçait le long du quai grâce à un dispositif de roulements. Sa capacité de levage était de 5 tonnes à 23 mètres (bout de flèche), 9 tonnes à 11 mètres, 13 tonnes à 7,80 mètres.

### Conservation du patrimoine
Rachetée par la Ville de Nantes en 2012, la grue noire est conservée au titre de la mémoire du passé industriel de Nantes, au même titre que la grue jaune située en amont sur l'île de Nantes, également propriété jadis des Chantiers Dubigeon. Des travaux de restauration de la grue débutent en septembre 2022.
La grue a été inscrite au titre d'objet le 17 octobre 2018 puis l'ensemble (portique en béton armé avec son rail, le chemin de roulement sur l’estacade, les deux butées est et ouest) est inscrit aux Monuments historiques par arrêté du 1er décembre 2022.

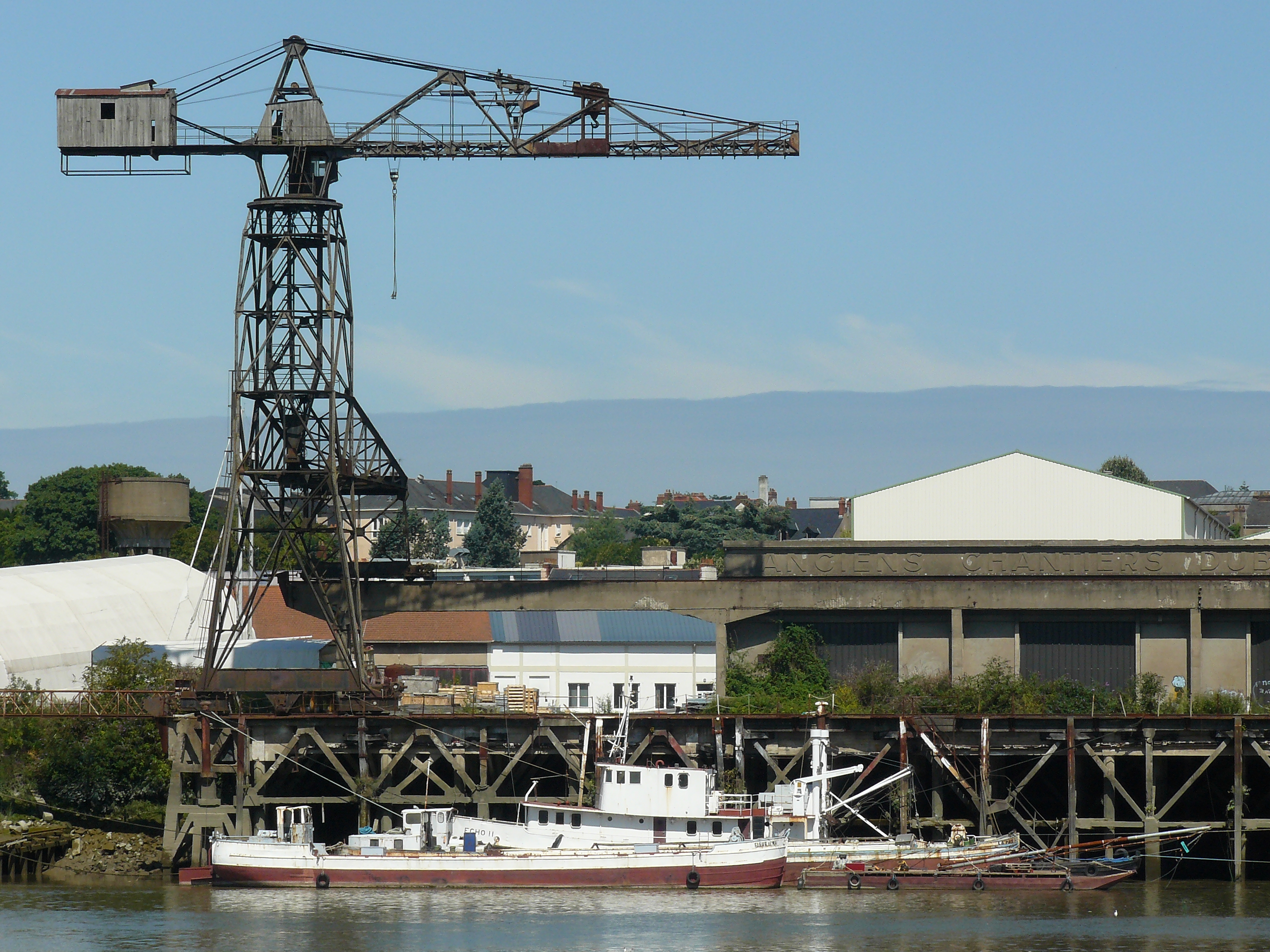
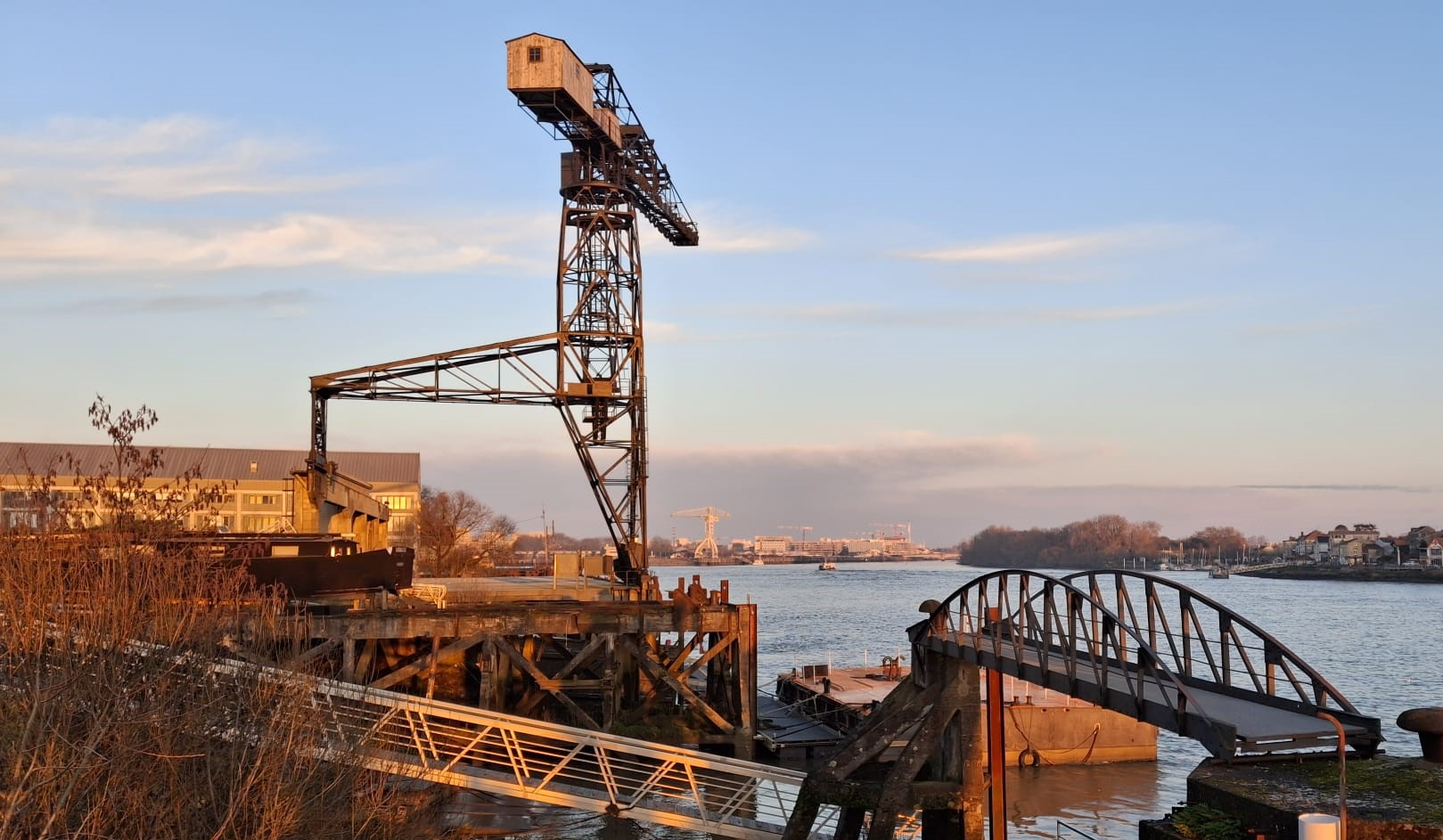
Grue noire, vue latérale

## Univers de fiction
La grue noire apparaît dans une scène du film La Reine blanche (1991).